# ميشال بيرون
ميشال بيرون (مواليد مدينة كان سنة 1935)، هو باحث اكاديمي فرنسي متخصص في مجال اللغة والأدب والثقافة الأمازيغية. كانت أطروحته الدكتوراه حول المنطقة الأمازيغية في جبال الأطلس الكبير في المغرب. يعيش بيرون حاليا بالعاصمة المغربية الرباط، بعدما حصل على التقاعد.
ولد بيرون سنة 1935 بمدينة كان الفرنسية، وبدأ جولاته بالمغرب منذ سنة 1955 للتوغل في مجاهل المناطق الأطلسية، طالبا في كل ليلة «ضيف الله»، حتى يتسنى له استكشاف المكان والتعرف على طقوس وعادات الأهالي، مؤمنا بمقولة «لكل غريب دهشة»، فشرع بداية في تعلم الأمازيغية حتى يفهم ما يقال له. وقد تم تكريم الباحث ميشال بيرون من قبل المعهد الملكي للتقافة الأمازيغية وذالك للاعتراف باسهاماته في بإسهاماته العلمية والأدبية في التعريف بالثقافة واللغة الامازيغية.

## من مؤلفاته
- كتاب: "Les rivières profondes" (أو «إيسافن غبانين» بالأمازيغية).